# Ukradený měsíc (Kovaříček)
Ukradený měsíc je opera (autorským žánrovým označením „lyricko-komické scény“) o sedmi scénách českého skladatele Františka Kovaříčka na libreto Vladimíra Mikeše podle stejnojmenné knížky pro děti spisovatele Ludvíka Aškenazyho. Poprvé ji uvedl 1. července 1970 Československý rozhlas v Praze.

## Vznikl, charakteristika a historie opery
Skladatel František Kovaříček (1924–2003) pracoval po ukončení studia na Pražské konzervatoři a Akademii múzických umění v Praze nejprve jako hudební režisér Československého rozhlasu v Praze, od roku 1966 vyučoval skladbu na Pražské konzervatoři. Ve stejné době napsal svou první a jedinou operu, určenou primárně pro televizi. Za námět posloužila Aškenazyho pohádka Ukradený měsíc, která se stala od svého prvního vydání v roce 1956 dosti populární – zejména po inscenaci v divadle Semafor v dramatizaci Ladislava Smoljaka roku 1963. Libreto v sedmi scénách pro Kovaříčka napsal spisovatel a básník Vladimír Mikeš. Opera trvající zhruba 72 minut je mířena na mladého diváka, je však napsána pro dospělé, profesionální interprety; dvě hlavní role chlapců jsou kalhotkové role.
O opeře se hovořilo již v roce 1966 jako o čekající na uvedení; její definitivní dokončení ohlašovaly Hudební rozhledy v srpnu 1967. Před televizním uvedením byl roku 1968 pořízen rozhlasový záznam (televizní opery byly v té době vesměs hrány činoherci na playback rozhlasového záznamu); rozhlasový orchestr a sólisty Národního divadla přitom řídil tehdejší šéf opery v Státního divadla v Ústí nad Labem František Vajnar. V dubnu 1970 byl Ukradený měsíc představen na „burze operních novinek“; zpravodaj listu Lidová demokracie přitom poněkud pochyboval o textu: „…jak vyjádřit dětský svět? S užitím říkadlových průpovídek se to, zdá se, podařilo, s „prózou“ klukovského dialogu bude už asi více problémů.“ Konečně 1. července 1970 byl Kovaříčkův Ukradený měsíc poprvé vysílán na třetím programu Československého rozhlasu.
Kovaříčkova opera získala roku 1969 hlavní cenu v celostátní soutěži k 50. výročí Československé republiky a roku 1971 cenu v oblasti televizní tvorby hudebně dramatické v soutěži vypsané Ministerstvem kultury ČSR a Československou televizí u příležitosti 100. výročí narození V. I. Lenina a 25. výročí osvobození Československa Sovětskou armádou. Ještě v roce 1972 vydalo klavírní výtah Kovaříčkovy jediné opery nakladatelství DILIA. Přes všechna ocenění nebyl Ukradený měsíc nastudován v divadle ani natočen pro televizi, jak bylo plánováno, a po roce 1970 ho nevysílal ani rozhlas; za doby normalizace bylo uvedení díla vycházejícího z knihy posrpnového emigranta Ludvíka Aškenazyho obtížné. Až po změně režimu Československý, resp. Český rozhlas Ukradený měsíc opět vysílal (například v letech 1991 a 1994). Od té doby uváděna není. Partituru ze skladatelovy pozůstalosti věnovala vdova po Kovaříčkovi Jana Klimentová Národnímu muzeu.
Na přelomu 80. a 90. let 20. století napsal operu Ukradený měsíc na týž námět rovněž ostravský skladatel Jiří Pekárek (1933–2011).

## Osoby a první obsazení
| osoba                                     | hlasový obor  | rozhlasová premiéra (1. srpna 1970) |
| ----------------------------------------- | ------------- | ----------------------------------- |
| Vavřinec, uličník a bezmála kladný hrdina | soprán        | Věra Starková                       |
| Filip, rovněž kvítko z čertovy zahrádky   | alt           | Ludmila Erbenová                    |
| Měsíc                                     | tenor/baryton | Viktor Kočí                         |
| Andělka Ducháčková, dívka z vesnice       | soprán        | Marta Boháčová                      |
| František Muzika, účetní odjinud          | tenor         | Oldřich Lindauer                    |
| Profesor Azimut                           | basbaryton    | Karel Berman                        |
| Jeho asistent                             | tenor         | Milan Karpíšek                      |
| Dědeček Mikota                            | bas           | Dalibor Jedlička                    |
| Dirigent:                                 | Dirigent:     | František Vajnar                    |

## Děj opery
Vavřinec a Filip, uličníci a záškoláci ze Zelené Kupky, loví v rybníce Rákosníku mřenky. Vidí, jak se v noci do rybníka chodí koupat Měsíc, a rozhodnou se ho ulovit a uvěznit, aby ho mohli ukazovat za peníze. Skutečně Měsíc lapí do sítě a odkutálejí do jeskyně v blízkém lese, načež zavalí vchod kamenem a nechají mu jen škvíru. Zmizení Měsíce vyvolá na zemi pozdvižení; zvláště profesor Azimut, chystající výpravu raketou na Měsíc, a jeho asistent se musí se situací vypořádat. Kluci chtějí raději Měsíc opět osvobodit, ale nemohou kámen odvalit; chodí ho alespoň navštěvovat.
Krmička vepřů ze Zelené Kupky Anděla Ducháčková mívá vždy o úplňku schůzku se svým milým, družstevním účetním Františkem Muzikou, a vydává se na ni do lesa, byť nebe zeje prázdnotou. Anděla málem zabloudí, ale pak nalezne Měsíc v jeskyni a s Františkem ho osvobodí. Měsíc se ještě okoupe v rybníku, vrátí se na ztemnělou oblohu a všichni, i Vavřinec s Filipem, se radují, že to dobře dopadlo.

## Instrumentace
Dvě flétny (dvě pikoly), dva hoboje, dva klarinety, fagot; dva lesní rohy, dvě trubky, tři pozouny, tuba; tympány, malý buben, činely, bicí souprava; housle, violy, violoncella, kontrabasy.

## Diskografie
- Nahrávka Československého rozhlasu z roku 1968/70, komerčně nevydaná. Zpívají: (Měsíc) Viktor Kočí, (Anděla) Marta Boháčová, (František) Oldřich Lindauer, (Filip) Ludmila Erbenová, (Vavřinec) Věra Starková, (profesor Azimut) Karel Berman, (asistent profesora) Milan Karpíšek, (děda) Dalibor Jedlička. Průvodní slovo Vladimír Fišer.[14] Orchestr Československého rozhlasu v Praze řídí František Vajnar.[6]